# Ann Eliza Bleecker
Ann Eliza Bleecker (octobre 1752 - 23 novembre 1783) était une poétesse et correspondante de presse américaine.
Après une enfance à New York, elle épouse John James Bleecker, un avocat de New Rochelle, en 1769. Il l’encourage dans ses écrits et l’aide à publier un périodique contenant ses œuvres.
Pendant la Révolution américaine, John rejoint la milice de New York, tandis qu'Ann s'enfuit avec leurs deux filles. Elle continue à écrire. Le reste de sa famille retourne à Tomhannock après la reddition de Burgoyne. Affectée par le décès de nombreux membres de sa famille au fil des ans, elle décède en 1783.
La poésie pastorale de Bleecker est étudiée par les historiens pour mieux comprendre le quotidien des lignes de front de la guerre d'indépendance américaine, et son roman Maria Kittle, le premier roman de captivité connu, donne les prémices des "romans de captivité indienne" ultérieurs qui ont connu une grande popularité.

## Enfance
Ann Eliza Schuyler naît en octobre 1752 à Albany dans la province de New York. Elle est le sixième enfant de Margareta Van Wyck (1722–1777) et de Brandt Schuyler (vers 1716–1752), marchands prospères et membres de l'aristocratie hollandaise américaine.
Après une longue maladie, le père d'Ann Schuyler décède juste avant sa naissance en 1752. Enfant, Ann Schuyler est repérée pour sa capacité d'écriture précoce et on lui demande souvent de réciter ses poèmes, qui allaient du sentimental, à l'humoristique, au sophistiqué ou au satirique. Elle compose souvent des poèmes improvisés à la demande d'amis.
La mère d'Ann se remarie en 1760 avec Anthony TenEyck (1712-1775). ils ont une fille, Susanna TenEyck (1762-?). Les TenEycks font également partie de l'élite néerlandaise.

## Mariage et enfants
Le 29 mars 1769, Ann Schuyler épouse un avocat de New Rochelle, John James Bleecker (1745-1795). Le couple déménage à Poughkeepsie peu de temps après le mariage. John abandonne la pratique du droit et se consacre à l'agriculture à partir de 1771, lorsqu'ils s'installent dans sa propriété pastorale de campagne à Tomhannock, située 18 milles (28,968192 km) au nord d'Albany, dans la région de Schaghticoke, colonisée par des familles hollandaises.
Ann Eliza Bleecker considère sa maison comme une « retraite » (« Des beaux jardins fleuris de beauté, au jeune verger bordé d'une épaisse forêt... à l'ouest, de vastes champs cultivés et la rivière rugissante de Tomhhanock. ») et la plupart de sa poésie pastorale est écrite au cours des cinq premières années de sa vie à Tomhhanock. Elle correspond avec ses amis et sa famille, écrivant sur son isolement et la beauté de son environnement. Elle en parle par exemple dans son poème An Evening Prospect :
« Cast your eyes beyond this meadow,
Painted by a hand divine,
And observe the ample shadow
of that solemn ridge of pine. »
Durant cette période, elle donne également naissance à deux filles : Margaretta, née le 11 octobre 1771, et Abeltje (Abella), née le 5 juin 1776.
Le 11 novembre 1775, son mari est l'un des nombreux députés (ou délégués) nommés du comté d'Albany au Congrès provincial. Il l'encourage à écrire, parlant de « son génie ». Au cours de l'hiver 1779, Bleecker publie un périodique appelé « Albany Gazette ». La Gazette est entièrement composée de ses essais politiques, poèmes et nouvelles, produits dans le seul but de partager du divertissement et des nouvelles avec ses amis et sa famille.

## Impact de la Révolution américaine

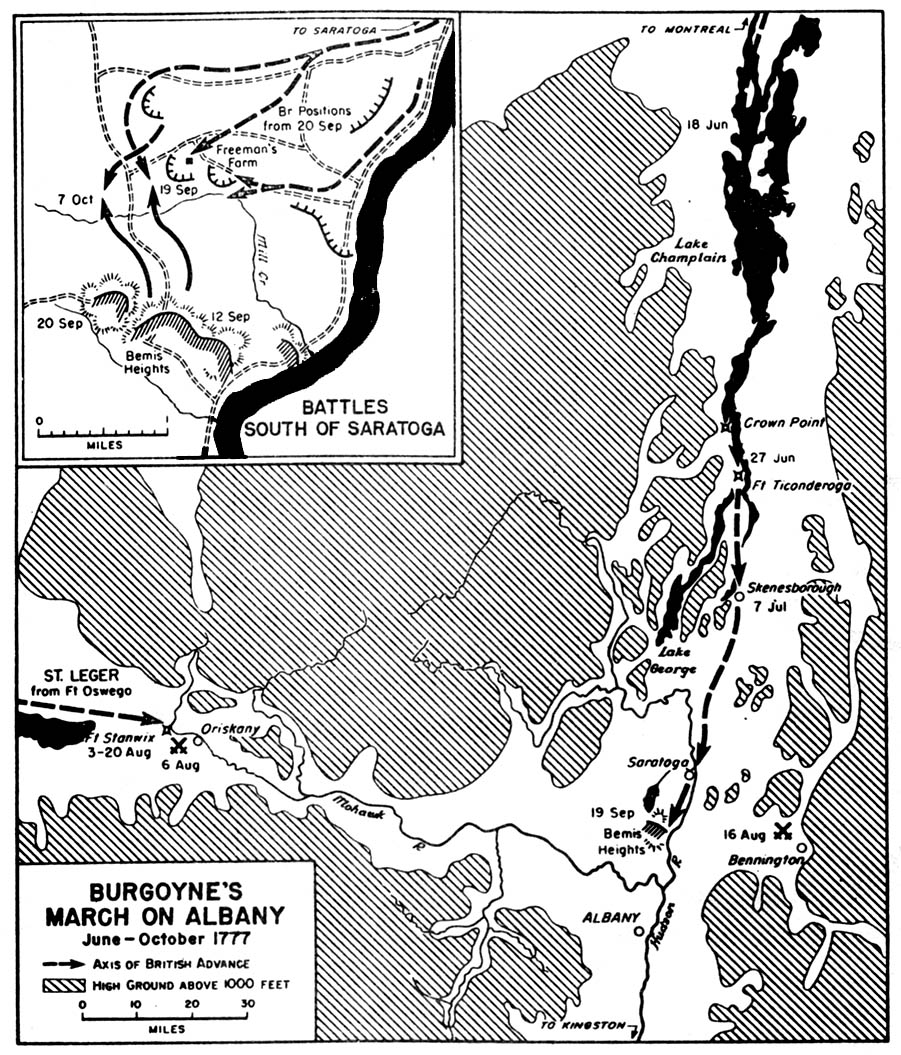
Campagne de Saratoga, Tomhannock est juste au nord d'Albany et au sud de Saratoga, New York.

En 1777, la vie pastorale des Bleecker est interrompue par la guerre d'indépendance américaine. Les troupes britanniques, sous le commandement du général John Burgoyne, envahissent Tomhannock depuis le Canada (dans le cadre de la campagne de Saratoga de Burgoyne pour capturer le fleuve Hudson). John Bleecker rejoint alors la milice de New York et Ann Bleecker s'enfuit vers le sud.
Ann Bleecker est forcée de fuir à pied vers Albany avec ses deux filles, Abella et Margaretta, ainsi qu'une jeune esclave,. En chemin, Abella meurt de dysenterie. Rejointe par sa mère et sa sœur Caty Swits, Ann Bleecker continue jusqu'à Red Hook, mais sa mère décède en route.
Son poème Écrit lors de la retraite de Burgoyne décrit ce qu'elle ressent à la suite de la mort de sa fille :
« At length her languid eyes clos'd from the day,
The idol of my soul was torn away;
Her spirit fled and left me ghastly clay!
Then — then my soul rejected all relief,
Comfort I wish'd not for, I lov'd my grief:
'Hear, my Abella!' cried I, 'hear me mourn,' »
Après la reddition de Burgoyne le 17 octobre 1777, Ann Bleecker, sa fille et sa sœur (tout ce qui restait de la famille), et peut-être un enfant esclave, retournent à Tomhannock. Sa sœur Caty Swits (1743–1777) décède pendant le voyage de retour. Ann Bleecker en est dévastée.
Son mari continue de servir dans la milice. En 1779, Ann Bleecker est forcée (on ne sait pas si c'était à cause de l'activité des troupes britanniques, de l'activité des Amérindiens ou pour une autre raison) de fuir à nouveau vers Albany avec sa fille survivante. En apprenant en 1781 que son mari avait été capturé par les forces loyalistes ou peut-être par « une bande de soldats britanniques errants », elle fait une fausse couche  et une dépression nerveuse. Ann Bleecker ne s’est jamais complètement remise de tous ces événements traumatisants. Sa fille, Margaretta Faugeres, décrira plus tard comment Bleecker a développé une tendance à la dépression. Et cette tendance mélancolique se reflète dans ses écrits : 
« [S]he was frequently very lively, and would then give way to the flights of her fertile fancy, and write songs, satires, and burlesque: but . . . the heaviest dejection would succeed, and then all the pieces which were not as melancholy as herself, she destroyed. »
Ann Eliza Bleecker décède le 23 novembre 1783, à l'âge de 31 ans. Elle est enterrée dans le cimetière de l'église réformée hollandaise d'Albany. Les corps qui y étaient enterrés sont transférés au cimetière rural d'Albany au début du xxe siècle,,.

## Impact littéraire
Bleecker n'a pas écrit pour la postérité ; elle a écrit des lettres à ses amis et à sa famille qui contenaient des poèmes et des nouvelles, qui ont ensuite été rassemblés et publiés par sa fille.

### Publication posthume

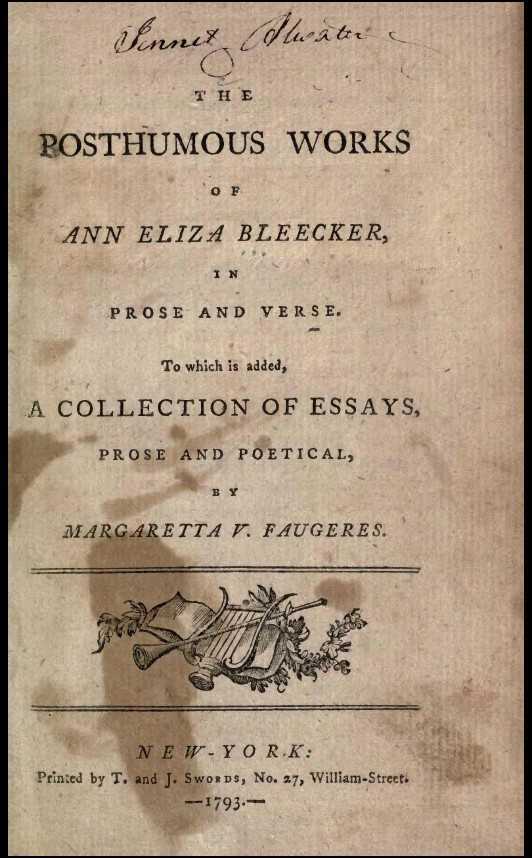
Page de titre des œuvres posthumes d'Ann Eliza Bleecker.

En 1793, une partie importante de l'œuvre de Bleecker, initialement parue dans The New-York Magazine en 1790 et 1791, est publiée par sa fille, Margaretta Faugères (en). Elle édite les écrits de sa mère et ajoute certains de ses propres poèmes et essais à un recueil intitulé The Posthumous Works of Ann Eliza Bleecker ; elle inclut trente-six poèmes, vingt-trois lettres, un court roman historique inachevé, The History of Henry and Ann, et The History of Maria Kittle, un récit de captivité se déroulant pendant la guerre de Sept Ans. En raison de sa popularité, l'Histoire de Maria Kittle est rééditée séparément en 1797.

### Maria Kittle
Le roman épistolaire de Bleecker The History of Maria Kittle a donné au genre de l'histoire de la captivité indienne une nouvelle direction, car il s'agissait probablement du premier récit de fiction américain centré sur les Amérindiens. À la fin du XVIIIe siècle, les histoires de captivité indienne sont devenues très populaires. Maria Kittle présente de nombreuses caractéristiques typiques de ces histoires ; il y a de nombreuses scènes de violence, et le livre décrit les Amérindiens comme de terribles sauvages qui tuent cruellement des bébés et des femmes, et raconte l'histoire du voyage de Maria en tant que captive. Cependant, à la fin de l'histoire, Maria est sauvée et les trois femmes de l'histoire racontent en larmes leur histoire. Cette histoire présente de nombreuses similitudes avec l’expérience personnelle de Bleecker et avec la mort de sa fille. En racontant indirectement l'histoire du décès de sa fille, Bleecker espérait aider les femmes à surmonter leurs tragédies. Ces histoires ont pourtant également contribué à alimenter le racisme envers les Amérindiens.
L'écriture de Bleecker est passionnante pour l'époque, et son sens du style ajoute une dimension à un nouveau type de roman, le roman didactique. Son expression est influencée par le « culte de la sensibilité britannique du XVIIIe siècle ». Son style, pour exprimer une leçon morale, est maniéré et emphatique. De plus, elle utilise le procédé littéraire épistolaire, structurant l'histoire comme une série de lettres à sa demi-sœur, Susan Ten Eyck, dans lesquelles elle interrompt le récit pour commenter l'action et s'adresser directement à Susan.

### Poèmes
Les poèmes pastoraux d'Ann Eliza Bleecker illustrent un nouveau style de poésie américaine et, avec son expérience du tumulte de la Révolution américaine, un nouveau sentiment d'identité nationale. Ces poèmes, écrits dans la tradition pastorale, transmettent à la fois la beauté de la campagne coloniale de New York et l'impact horrible de la guerre, de la souffrance, de la mort et de la destruction. Parce que Bleecker écrit du point de vue d'une jeune mère terrifiée, ses descriptions de la guerre d'indépendance sont encore lues par les historiens d'aujourd'hui.